# Relaciones República Dominicana-Venezuela
Las relaciones República Dominicana-Venezuela se refieren a las relaciones internacionales que existen entre la República Dominicana y la República Bolivariana de Venezuela. Desde 2018, no existe un embajador residente dominicano en Caracas y las relaciones bilaterales se han llevado a nivel de encargados de negocios. Sin embargo el 29 de julio de 2024, Venezuela cerró su embajada en la República Dominicana y retiró a todo el personal diplomático venezolano así como a la vez, expulsó también a todo el personal diplomático dominicano que se encontraba en la embajada de República Dominicana en Venezuela.

## SigloXX
El 5 de abril de 1949 la dictadura de Carlos Delgado Chalbaud reestablece las relaciones con la República Dominicana de Rafael Leónidas Trujillo que se habían suspendido.  En 1951 un grupo de sicarios intento envenenar al dirigente venezolano Rómulo Betancourt durante su exilio en La Habana. Muchos vinculan a la dictadura de Rafael Leónidas Trujillo en el atentado. En 1959 Venezuela apoya un intento de invasión a República Dominicana desde Cuba patrocinado por el Gobierno de Fidel Castro, tras su fracaso y ante la amenaza de respuesta por parte de Rafael Leónidas Trujillo, Rómulo Betancourt se comprometio a ayudar a Cuba en caso de que Trujillo atacara.
En abril de 1960 Trujillo respaldo clandestinamente a un grupo de alzados al mando de Jesús María Castro León que buscaban el derrocamiento del presidente venezolano Rómulo Betancourt. La primera vez que Venezuela intentó aplicar la doctrina Betancourt fue en 1960, luego del fallido atentado contra el presidente Rómulo Betancourt en Caracas, organizado por el dictador dominicano Rafael Leónidas Trujillo.
Al día siguiente del intento de asesinato en su contra, el 24 de junio de 1960, Betancourt dijo en un mensaje a la nación desde el Palacio de Miraflores, con las manos vendadas:

Quiero decirle al pueblo de Venezuela que debe tener confianza plena en la estabilidad de su Gobierno y en la decisión del presidente que él eligió para cumplir su mandato, como he venido diciendo y hoy reitero, hasta el 19 de abril de 1964. Nunca he ignorado los riesgos que comporta empeñarse en darle una orientación democrática seria al país (...) No me cabe la menor duda de que en el atentado de ayer tiene metida su mano ensangrentada la dictadura dominicana. Pero esa dictadura vive su hora pre agónica, son los postreros coletazos de un animal prehistórico incompatible con el siglo XX.

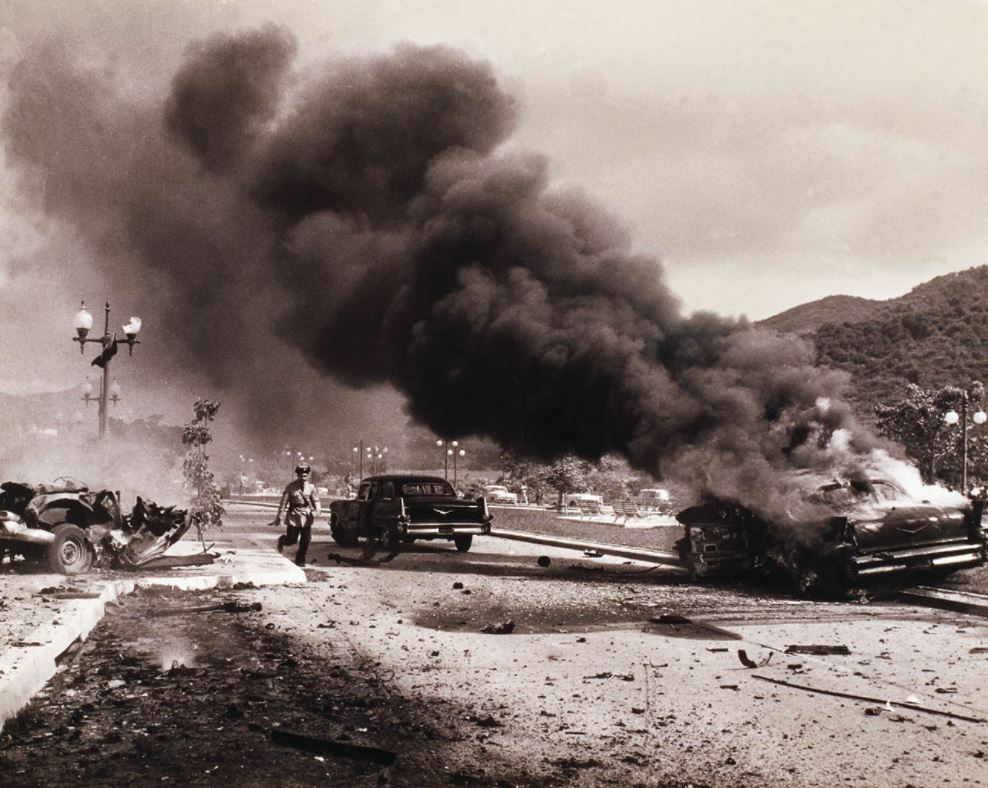
Atentado a Rómulo Betancourt en Los Próceres.

El intento de asesinato fue denunciado ante la Organización de Estados Americanos (OEA), y la cancillería venezolana buscó promover duras sanciones y la ruptura de relaciones diplomáticas contra República Dominicana. Leónidas Trujillo era apoyado por el gobierno estadounidense, pero tras dos meses de deliberaciones y negativas de Estados Unidos a aceptar la propuesta venezolana en la organización, el 21 de agosto de 1960 se firmó la resolución conjunta que acordaba el rompimiento de relaciones diplomáticas de todos los Estados miembros de la OEA con República Dominicana, así como la aplicación de sanciones económicas y militares a ese país.
El Consejo de Seguridad de las Naciones Unidas aprobó la resolución 156 el 9 de septiembre de 1960 con nueve votos a favor y dos abstenciones, Polonia y la Unión Soviética, donde el Consejo muestra su apoyo con el acuerdo de aplicación de medidas contra República Dominicana. El 27 de enero de 1962 se reestablecieron las relaciones diplomáticas. Debido al golpe de Estado en República Dominicana de 1963 se suspendieron nuevamente las relaciones diplomáticas entre ambos países. Estas se restituyeron el 6 de septiembre de 1965.

## SigloXXI
República Dominicana estuvo entre los diez países de Centroamérica y el Caribe que suscribieron el Acuerdo Energético de Caracas el 19 de octubre de 2000, en el cual Venezuela vendería petróleo bajo condiciones preferenciales de pago, algunas de las cuales serían un año de gracia y quince años de crédito, con 2% de tasa de interés anual.
El 6 de abril de 2015, 33 líderes mundiales emitieron un manifiesto contra el gobierno de Maduro, la llamada Declaración de Panamá, un comunicado para denunciar en la VII Cumbre de las Américas la alteración democrática en Venezuela impulsada por el gobierno de Nicolás Maduro. La declaración también exigió la inmediata liberación de los presos políticos en Venezuela. Entre los antiguos jefes de Estado y de Gobierno que se adhirieron al comunicado se encontraba Hipólito Mejía, de República Dominicana.

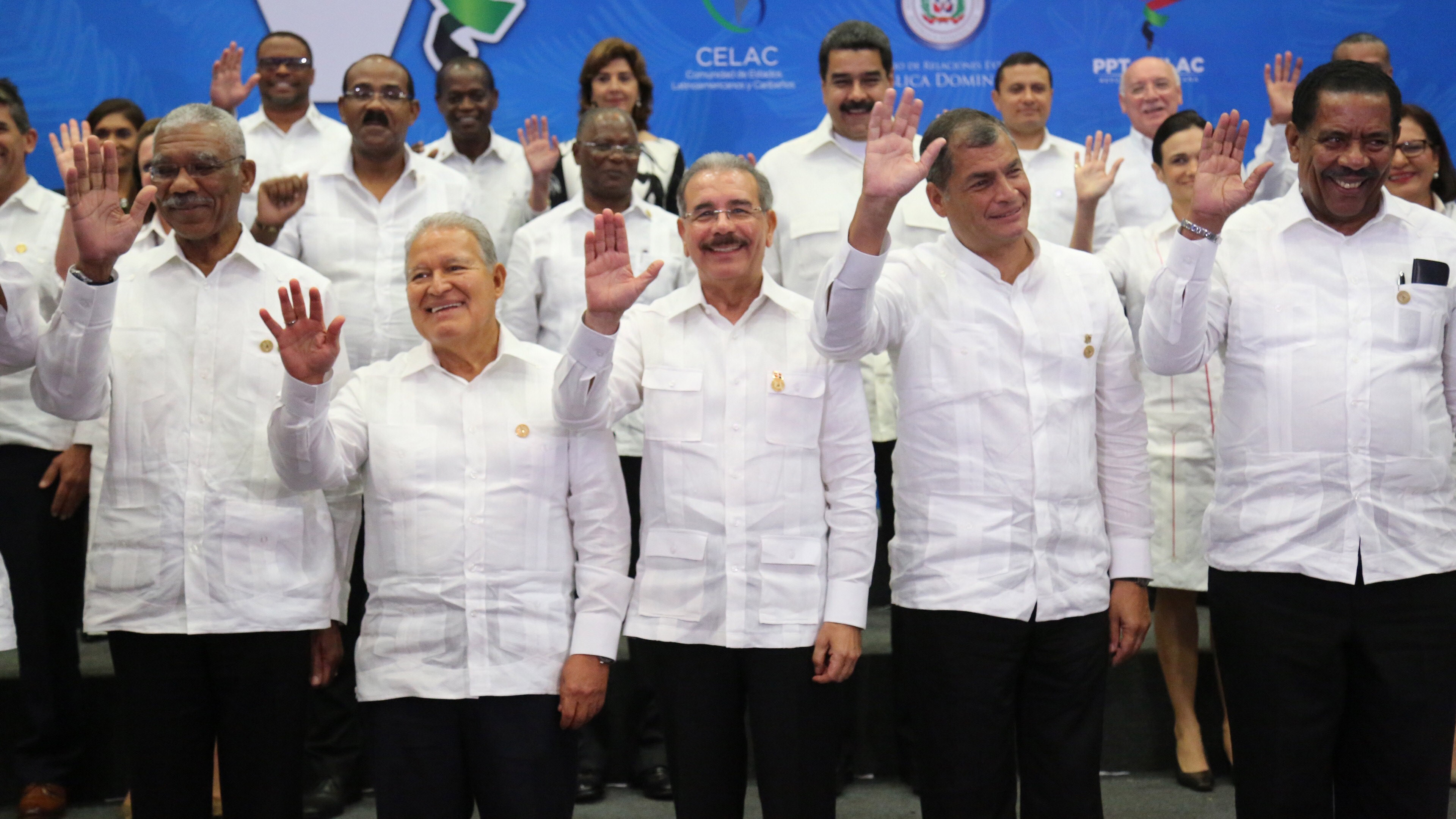
V Cumbre de la Comunidad de Estados Latinoamericanos y Caribeños (CELAC), en República Dominicana, en 2017

En abril de 2017, durante la crisis institucional y las protestas en Venezuela de 2017, días después de que el Tribunal Supremo de Justicia de Venezuela tomara control del poder legislativo, República Dominicana se abstuvo de votar una resolución de la Organización de Estados Americanos para denunciar una “violación del orden constitucional”, aprobada por consenso en una sesión extraordinaria. En septiembre, el gobierno y la oposición iniciaron negociaciones en Santo Domingo, en República Dominicana. Después de la Operación Gedeón en 2018, en la que el disidente Óscar Pérez murió durante un operativo de las fuerzas de seguridad, el ministro de interior de Venezuela Néstor Reverol declaró haber obtenido información para la operación en las mesas de diálogo. La coalición de la Mesa de la Unidad Democrática desmintió haber proporcionado información y el operativo, calificándolo como una «ejecución extrajudicial» y emitió un comunicado al presidente dominicano Danilo Medina donde exigieron al gobierno venezolano que aclare las declaraciones ofrecidas por el ministro sobre el caso de Pérez, informando que el debate no debía proseguir con el clima de tensión existente. La delegación opositora no asistió a la última reunión pautada para el 18 de enero, citando la operación como una de las razones para no participar.
El 5 de junio de 2018, República Dominicana votó a favor de una resolución de la Organización de Estados Americanos, aprobada con 19 votos, en la cual se desconocen los resultados de las elecciones presidenciales de Venezuela del 20 de mayo donde se proclamó ganador a Nicolás Maduro. En 2019 República Dominicana reconoció a Juan Guaidó como presidente interino de Venezuela.
En 2024, el gobierno de Nicolás Maduro exigió a República Dominicana, así como a otros países de la región, «el retiro, de manera inmediata, de sus representantes en territorio venezolano», en rechazo a sus «injerencistas acciones y declaraciones» respecto de las elecciones presidenciales del 28 de julio. Además, anunció la suspensión de los vuelos internacionales entre ambos países desde el 31 de julio.

## Transporte
Habían vuelos directos entre ambas naciones con Avior Airlines, Sky High, LASER Airlines, Rutaca Airlines, Turpial Airlines y Venezolana.
Estos vuelos se cancelaron a partir del 31 de julio del 2024 a causa de la ruptura de la relaciones diplomáticas por el fraude electoral de Nicolás Maduro en las elecciones del 28 de julio de ese mismo año